# Château d'Allinges-Vieux
Pour les articles homonymes, voir Châteaux d'Allinges et Château-Vieux.
Le château d'Allinges-Vieux ou Château-Vieux est un ancien château fort, du Xe siècle, centre d'une sénéchaussée du Faucigny, dont les ruines se dressent, dans le Chablais, sur la commune d'Allinges dans le département de la Haute-Savoie, en région Auvergne-Rhône-Alpes.
Les ruines se partagent l'éminence d'une colline, dite « butte des châteaux », avec celles d'Allinges-Neuf, dont-elles sont distantes de seulement 150 mètres. Le château possédait également un bourg castral ceint de murailles.

## Situation

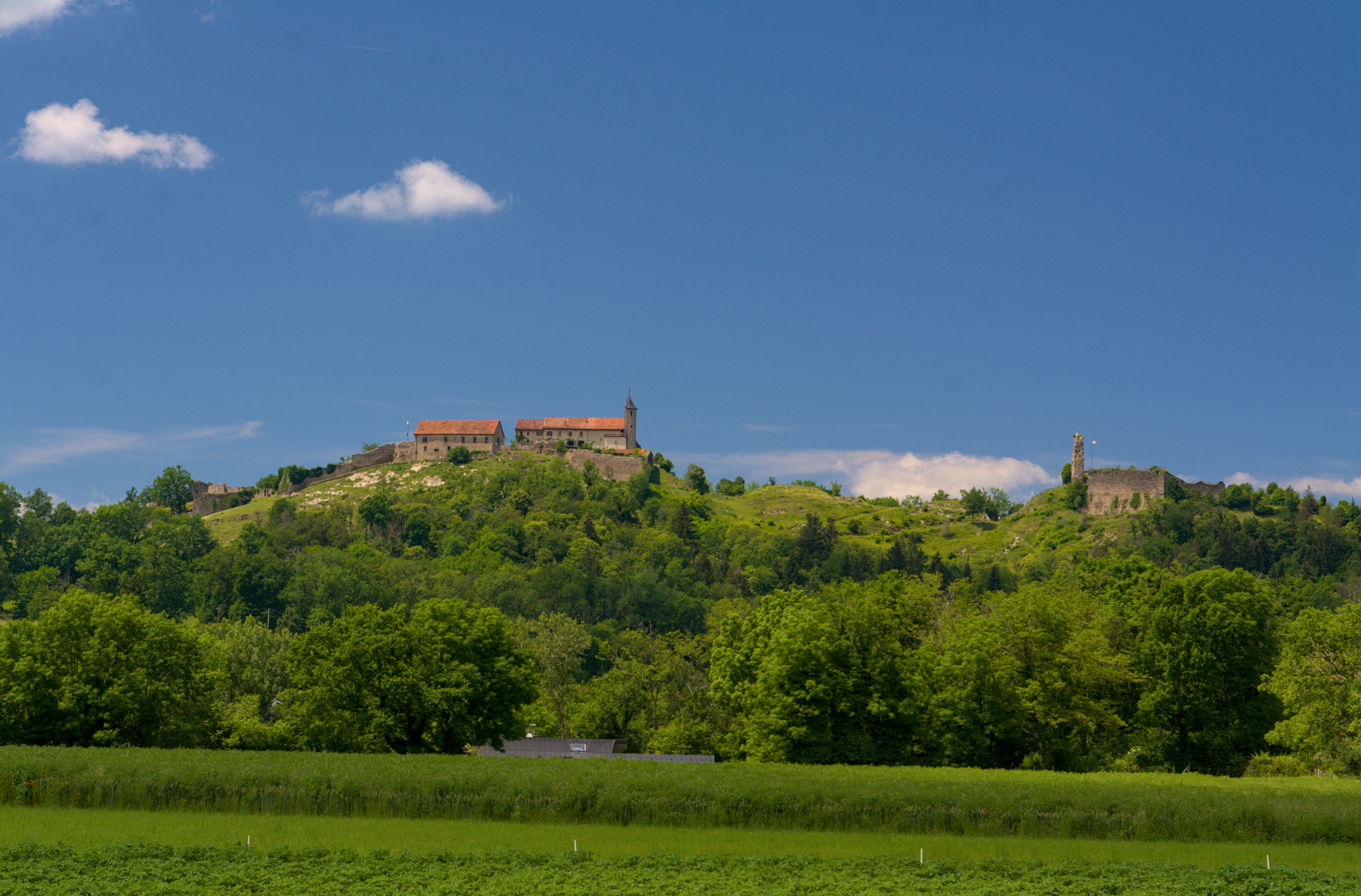
Ruines des châteaux d'Allinges-Neuf (gauche) et d'Allinges-Vieux (droite) depuis le versant sud

Les ruines du château d'Allinges-Vieux sont situées à l'est de la colline aux châteaux culminant à 712 mètres d'altitude. Il dominait, avec Allinges-Neuf, d'une hauteur de 200 mètres le village d'Allinges. De cette éminence, les occupants des châteaux jouissaient d'une vue dominante sur Thonon-les-Bains et le Léman. Les deux châteaux étaient séparés par un petit col surcreusé de deux fossés. Les ruines sont accessibles depuis celles du château d'Allinges-Neuf ou par l'intermédiaire des chemins de randonnées depuis Allinges (nord) ou le hameau de Mâcheron (sud).

## Historique
Le site semble avoir été fortifié très tôt, probablement par les Burgondes au VIe siècle.
Allinges-Vieux est restauré au Xe siècle par le roi de Bourgogne Rodolphe II, qui édifie alors Allinges-Neuf.
Allinges-Vieux semble appartenir  à la famille d'Allinges, branche distincte de celle qui est en possession d'Allinges-Neuf, selon Blondel, et au fil du temps, échoue vers la fin du XIIe siècle entre les mains des seigneurs de Faucigny, qui y placent une garnison sous les ordres d'un sénéchal ; Allinges-Neuf étant alors une possession des comtes de Savoie.
Vers le milieu du XIIIe siècle, Pierre II de Savoie, par son mariage avec Agnès de Faucigny, réunit les deux châteaux d'Allinges.
À la mort de ce dernier, survenue en 1268, la rivalité qui oppose la Savoie dans la lutte de succession avec les dauphins de Viennois, héritiers des Faucigny, jusqu'à la première moitié du XIVe siècle, fait que pendant près de 70 ans les garnisons des deux châteaux sont en conflit permanent. Le château est occupé vers 1269 par les dauphins de Viennois. En 1291, 1292 et 1302, leurs machines de sièges endommagent Allinges-Neuf. En 1305, les deux châteaux subissent un violent bombardement. Lors du traité de paix entre le comte de Savoie et la Grande Dauphine Béatrice d'août 1308, les châteaux de Faucigny, de Bonne, de Monthoux, de Bonneville, du Châtelet du Crédoz, d'Alinge-le-Vieux et de Lullin, avec leurs mandements et juridictions.
Vers 1320, on y fait à nouveau de grosses réparations. Les deux garnisons s'affronteront régulièrement jusqu'en 1355, date à laquelle le Faucigny est incorporé aux États de Savoie par le traité de Paris. La fin de la lutte entre les deux châteaux sonne le glas d'Allinges-Vieux qui est abandonné à la fin du XIVe siècle. Les habitants du bourg, qui s'étaient vus dotés de franchises peu après sa création, tout comme ceux d'Allinges-Neuf, se transportèrent dans la plaine.
En 1536 il est pris, comme Allinges-Neuf, par les Bernois et occupé jusqu'en 1567. Il est de nouveau occupé lors des invasions de 1690 et en 1703 Victor-Amédée II fera démanteler les deux forteresses.
En 1832, les ruines sont achetées par l'évêque d'Annecy, Pierre-Joseph Rey.

## Protection
L'enceinte castrale dans son ensemble comprenant l'enceinte haute et l'enceinte du bourg avec ses dispositifs d'accès (portes, poternes) et ses tours, les vestiges de la tour maîtresse, les vestiges de bâtiments situés dans la cour haute du château, les vestiges de la chapelle castrale, les ruines des bâtiments du bourg castral, font l’objet d’un classement au titre des monuments historiques par arrêté du 24 mai 2011.

## Description
La partie sommitale est occupée par un donjon quadrangulaire des XIe – XIIe siècle de 18 × 20,50 mètres de côté, haut de 25 mètres, comme l'atteste sa façade sud, conservée jusqu'au créneaux. Ses murs, construits en petit appareil, ont une épaisseur de 3 à 4 mètres. Les angles étaient renforcés par des contreforts, et une cage d'escaliers carrée lui est accolée dans l'angle est. L'enceinte haute, en partie romane et en partie du XIIIe siècle, est renforcée par deux tourelles pleines à la base. Elle est précédée d'une enceinte basse datant des XIIIe – XIVe siècles, à laquelle on accède par une porterne refaite au XIVe siècle.

### Bourg castral
Une petite rue permettait de circuler dans le bourg et d'accéder à la résidence seigneuriale. De petites habitations rectangulaires étaient réparties le long de cette rue. Elles occupaient des parcelles de 6 à 10 mètres de long sur 4 à 5 mètres de large perpendiculairement à la rue avec une entrée directe et accueillaient des ateliers au premier niveau. Les murs de 60 à 90 cm permettaient de construire un étage d'habitation accessible par des escaliers de bois. La base des murs et les sols étaient en partie taillés directement dans le rocher de la colline. Aux alentours, des carrières fournissaient le grès utilisé dans la construction des maisons et des fortifications. Ces carrières produisaient aussi les meules des moulins.

## Châtellenie des Allinges-vieux
Sous le contrôle des sires de Faucigny, le château est le centre d'un mandement donné à un sénéchal, appartenant à la famille d'Allinges.
Le château d'Allinges-Vieux devient le centre d'une châtellenie de 1268 à 1355. Relève de la châtellenie, une partie de la paroisse d'Allinges, ainsi que celles du Lyaud, d'Armoy, de Trossier, de Maugny, de Brecorens, de Perrignier, de Brenthonne, etc..
Les châtelains de l'administration delphinale, connus, sont :
- 1289 : Humbert de Lucinge ;
- 1315-1319 : Thomas de Compey ;
- 1317 : Humbert de Viry ou Virieux ;
- juillet 1343 : Nicolas de Fernay.